# Cyllecoris
Cyllecoris är ett släkte av insekter. Cyllecoris ingår i familjen ängsskinnbaggar.
Släktet innehåller bara arten Cyllecoris histrionius.

## Bildgalleri

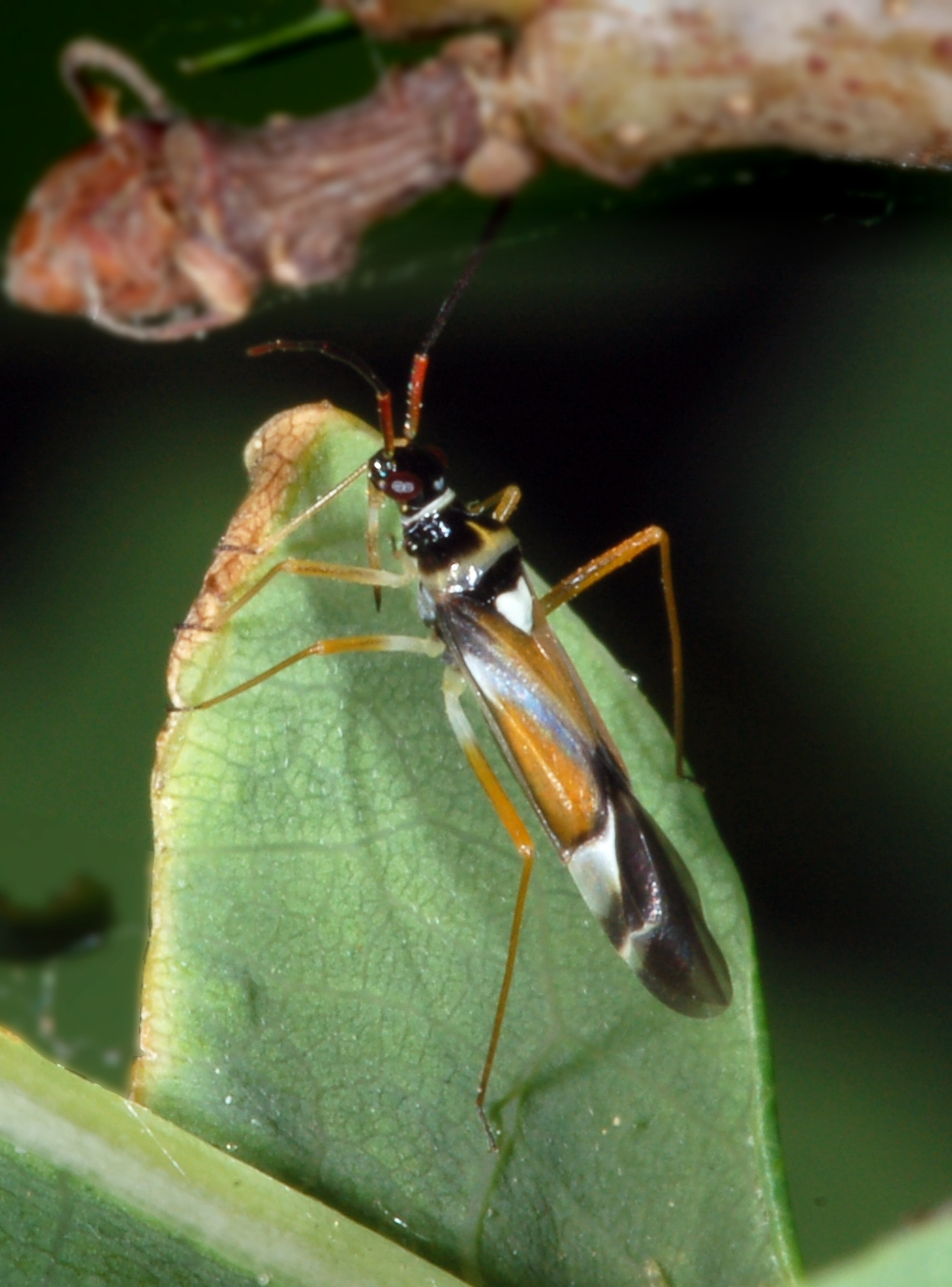
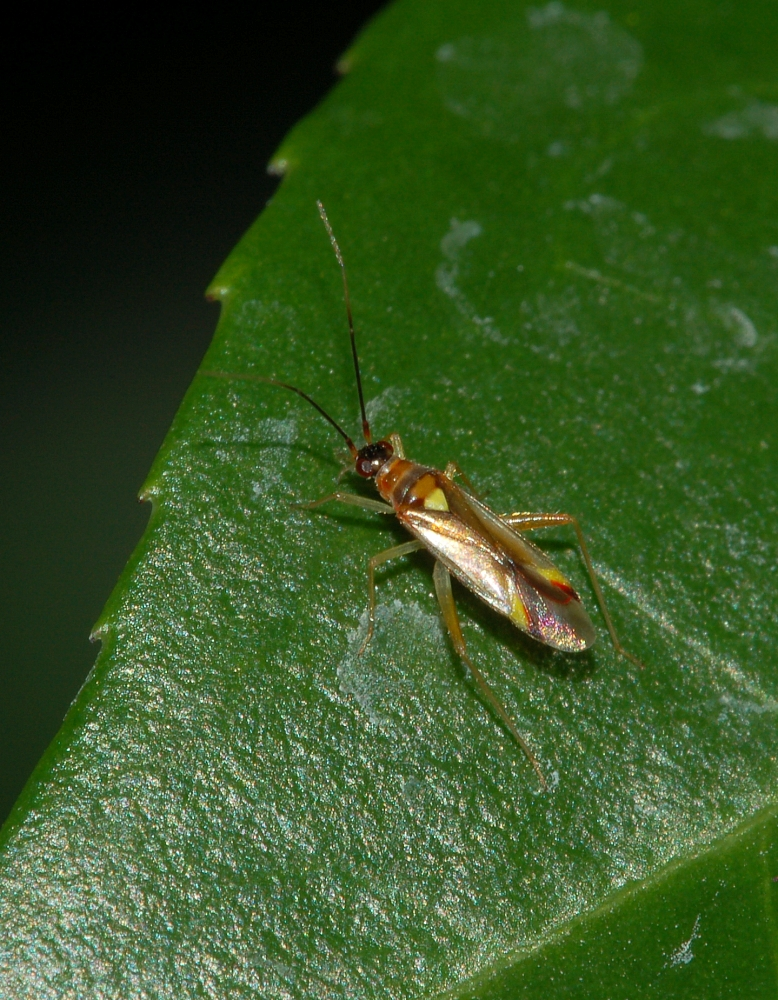
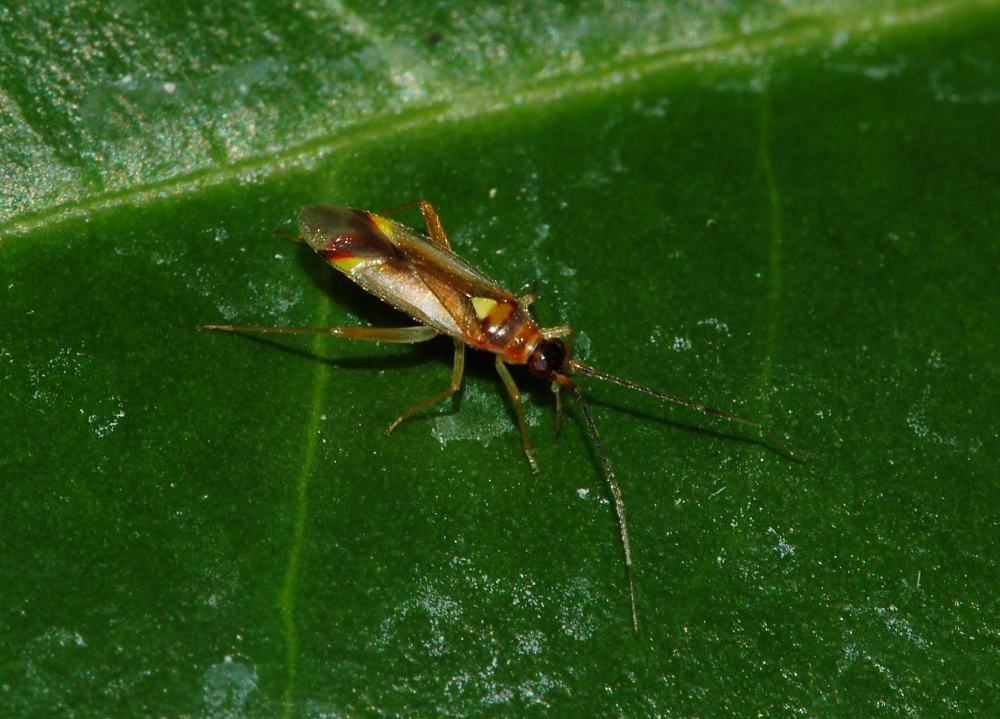